# Branchipodopsis kaokoensis
Branchipodopsis kaokoensis är en kräftdjursart som beskrevs av Barnard 1929. Branchipodopsis kaokoensis ingår i släktet Branchipodopsis och familjen Branchipodidae. Inga underarter finns listade.